# Sam Buckley
Pour les articles homonymes, voir Buckley.
Sam Buckley , né le 22 juin 2001 à Dublin, est un joueur de squash représentant l'Irlande. Il atteint en avril 2025 la 116e place mondiale sur le circuit international, son meilleur classement. Il est champion d'Irlande à trois reprises consécutives de 2022 à 2024.

## Biographie
Sam Buckley  est né le 22 juin 2001 à Dublin. Il joue au squash depuis l'âge de 8 ans,.

## Palmarès

### Titres
- Championnats d'Irlande : 3 titres (2022, 2023, 2024)